# Haplochromis akika
Haplochromis akika är en fiskart som beskrevs av Elisabeth Lippitsch 2003. Haplochromis akika ingår i släktet Haplochromis och familjen Cichlidae. Inga underarter finns listade i Catalogue of Life.